# Smog (film, 1962)
Pour les articles homonymes, voir Smog (homonymie).
Pour plus de détails, voir Fiche technique et Distribution.
Smog est un film italien réalisé par Franco Rossi, sorti en 1962.

## Synopsis
L'avocat Vittorio Ciocchetti arrive à Los Angeles en attendant de se rendre au Mexique pour une affaire de divorce. Il rencontre Mario, un italien qui se débrouille avec des petits boulots et des gimmicks, et Gabriella, une mannequin célibataire qui a fui l'Italie à la recherche d'une vie meilleure, tiraillée entre le désir d'indépendance et l'idée de fonder une famille. Les deux, qui sont amoureux, vont le présenter à la communauté italienne locale et donc au jet set de Los Angeles. Entre fêtes, maisons avec piscines aux vues enivrantes, il saura saisir les contradictions d'un monde d'avant-garde, imprégné d'un sentiment d'aliénation.

## Fiche technique
- Titre français : Smog
- Réalisation : Franco Rossi
- Scénario : Franco Rossi, Franco Brusati, Pasquale Festa Campanile, Massimo Franciosa, Gian Domenico Giagni, Ugo Guerra et Pier Maria Pasinetti
- Photographie : Ted D. McCord
- Musique : Piero Umiliani
- Production : Goffredo Lombardo
- Pays d'origine :  Italie
- Genre : Comédie
- Durée : 92 minutes
- Format : Noir et blanc - 1,66:1 - Mono
- Dates de sortie :
  -  Italie : 4 octobre 1962

## Distribution
- Enrico Maria Salerno : Vittorio Ciocchetti
- Annie Girardot : Gabriella
- Renato Salvatori : Mario Scarpelli
- Susan Spafford : Kathleen Flanagan
- Isabella Albonico : Isabella
- Len Lesser : Lelio Marpicati
- Casey Adams : Paul Prescott
- Howard Koch
- John Phillip Law